# Area Code 615
Area Code 615 – amerykańska grupa muzyczna, głównie studyjna, z Nashville.
Area Code 615 to studyjna grupa z Nashville w stanie Tennessee. Zespół wykonywał muzykę country, jednak nie ograniczał się wyłącznie do tego typu muzyki, ale sięgał także w inne muzyczne rejony.
Grupa wystąpiła publicznie tylko dwukrotnie. Pierwszy raz w Fillmore West w San Francisco, a drugi raz telewizyjnym programie Johnny'ego Casha.
Część z tych muzyków można spotkać na albumach Boba Dylana. Zwłaszcza perkusista, zmarły 12.9.2004 r. Kenneth Buttrey, przyczynił się do ich brzmienia. Grał on wcześniej w grupie McCoya The Escorts, która akompaniowała Brendzie Lee. Po Area Code 615 grał na kilku albumach Neila Younga (m.in. Harvest). Moss także grał we wspomnianym zespole The Escorts.
Nazwa grupy wzięła się od kodu telefonicznego miasta Nashville.
Po rozwiązaniu Area Code 615 Wayne Moss, Mac Gayden i Kenneth Buttrey założyli zespół Barefoot Jerry dobierając sobie klawiszowca Johna Harrisa. Grupa wydała 7 albumów. Ostatnio ukazał się na DVD dokument Heartworn Highways o zespole nakręcony w 1976 r. Buttrey odszedł w 1972 r. do zespołu Neila Younga. Barefoot Jerry dotrwali do 1977 r. chociaż jedynym muzykiem z oryginalnego składu pozostał tylko Wayne Moss. W 1976 r. doszedł do nich Charlie McCoy.

## Muzycy
- 1969-1970

•Buddy Spicher – skrzypce
•Mac Gayden – gitara
•Kenneth A. Buttrey – perkusja (zmarł 12.9.2004 na raka)
•Ken Lauber – pianino
•Wayne Moss – gitara basowa, gitara
•Weldon Myrick – gitara, elektryczna gitara hawajska
•Norbert Putnam – gitara basowa
•Bobby Thompson – bandżo, instrumenty klawiszowe (zmarł w maju 2005 r. na stwardnienie rozsiane)
•Charlie McCoy – harmonijka
- 1970-1972

•Buddy Spicher – skrzypce
•Mac Gayden – gitara
•Kenneth A. Buttrey – perkusja
•Wayne Moss – gitara basowa, gitara
•Weldon Myrick – gitara, elektryczna gitara hawajska
•Norbert Putnam – gitara basowa
•Bobby Thompson – bandżo, instr. klawiszowe
•Charlie McCoy – harmonijka
•David Briggs – pianino

## Dyskografia
- Area Code 615 1969
- A Trip in the Country 1970